# Viteză de sedimentare a hematiilor
Viteza de sedimentare a hematiilor (prescurtat VSH) este o analiză a sângelui ce indică câte hematii se sedimentează la un anumit interval de timp. La femei, valoarea normală e de 6 - 13 mm/1 h, iar la bărbați, 3 - 10 mm/1 h.,iar la copii valoarea este 7 - 11 mm/1 h VSH-ul e mereu mărit în caz de infecție și RAA.